# Parafia Narodzenia Najświętszej Maryi Panny w Gliwicach-Bojkowie
Parafia Narodzenia Najświętszej Maryi Panny w Gliwicach-Bojkowie – parafia metropolii katowickiej, diecezji gliwickiej, dekanatu Gliwice-Sośnica (poprzednio, do 25 marca 2019 r. – do dekanatu Gliwice-Ostropa), Kościoła katolickiego obrządku łacińskiego. Powstała w 1260.

## Terytorium parafii
Do parafii należą wierni mieszkający w Gliwicach-Bojkowie (ulice: Św. Brata Alberta, Bojkowska, Chmielna, Dożynkowa, Glebowa, Gronowa, Jeziorna, Knurowska, Koniczynowa, Lniana, Łanowa, Łąkowa, Miodowa, Parkowa, Plonowa, Rolników, Sienna, Snopowa, Spacerowa, Urodzajna, Warzywna, Zielna, Żeńców i Żytnia).

## Proboszczowie
- o. Henryk Danieli (1645 – 1646)
- o. Marcin Clemens (1651 – 1652)
- o. Jerzy Franciszek Kotuliński (1653 – 1655)
- o. Jan Alberyk Bierus (1656)
- o. Stanisław Malachiasz Centawsky (1659 – 1686 – 1691)
- o. Robert Halameck (1668 – 1685)
- o. Błażej Bernard Bonetius (1686 -1697)
- o. Tomasz Knipandel (1695 – 1696; 1713 – 1714)
- o. Alberyk Krupa (1696 – 1702; 1709 – 1712)
- o. Melchior Kleinmichel (1714 – 1717)
- o. Wacław Krasny (1703 – 1706)
- o. Benedykt Zawalsky (1703 – 1707; 1711 – 1714)
- o. Paweł Hlavenkowsky (1714 – 1726)
- o. Michael Michałek (1719 – 1723)
- o. Piotr Balder (1724 – 1731)
- o. Wilhelm Jachlinek (1731 – 1738)
- o. Stefan Kubidllo (1738 – 1741)
- o. Karol von Strachwitz (1741 – 1744)
- o. Jan Teuber (1745 – 1747)
- o. Błażej Maywalder (1748 – 1750)
- o. Jacobus Dubowski (1750 – 1752)
- o. Jucundinus Wagner (1752 – 1753)
- o. Józef Barthal (1753- 1759)
- o. Xawery Alcker (1759 – 1771)
- o. Dominik von Burzynsky (1771 – 1774)
- o. Henryk Matzke (1774 – 1780)
- o. Aleksy Joseph (1780 – 1784)
- o. Konstanty Rober (1784 – 1799)
- o. Franciszek Kubaczek (1799 – 1801)
- o. Robert Terluch (1801- 1807)
- o. Benedykt Gandyk (1807 – 1814)
- ks. Bartłomiej Wodak (1814 – 1848)
- ks. Antoni Wolf (1849 – 1866)
- ks. Augustin Berczik (1866 – 1894)
- ks. Emanuel Zielonkowski (1894 – 1904)
- ks. Paul Flascha (1904 – 1933)
- ks. Edgar Wolf (1934 – 1945)
- ks. Kazimierz Gajewski (1945 – 1947)
- ks. Stanisław Tenerowicz (1947 – 1972)
- ks. Jan Śliwiński (1972 – 1990)
- ks. Leopold Rychta (1990 – 2006)
- ks. Wiesław Żurawski (2006 – 2011)
- ks. Bogdan Zygmunt Benedik (2011 – 2021)
- ks. Piotr Szczygielski (od 2021)

## Grupy działające w parafii
- Caritas
- Chór
- Marianki
- Ministranci
- Rada Parafialna
- Róże Różańcowe
- Schola
- Stowarzyszenie Rodzin Katolickich

## Cmentarz
Cmentarz parafialny przy ul. Plonowej.

## Księgi metrykalne
Parafia prowadzi księgi metrykalne, chrztów od 1750 roku, ślubów i zgonów od 1766 roku.